# Notsodipus magdala
Notsodipus magdala är en spindelart som beskrevs av Norman I. Platnick 2000. Notsodipus magdala ingår i släktet Notsodipus och familjen Lamponidae.
Artens utbredningsområde är Northern Territory, Australien. Inga underarter finns listade i Catalogue of Life.